# Stenocrates bicarinatus
Stenocrates bicarinatus är en skalbaggsart som beskrevs av Robinson 1947. Stenocrates bicarinatus ingår i släktet Stenocrates och familjen Dynastidae. Inga underarter finns listade i Catalogue of Life.